# Léonore Baulac
Léonore Baulac (Parigi, 10 maggio 1990) è una ballerina francese, danseuse étoile del balletto dell'Opéra di Parigi dal 2016.

## Biografia
Léonore Baulac è nata a Parigi e ha studiato danza privatamente prima di essere ammessa al Conservatoire national supérieur de musique et de danse de Paris all'età di tredici anni e alla scuola di danza dell'Opéra di Parigi a quindici.
Nel 2008 ha iniziato a danzare nel corps de ballet del balletto dell'Opéra di Parigi. È stata promossa a ballerina principale all'inizio del 2016 e, il 31 dicembre dello stesso anno, ha sostituito all'ultimo minuto un'altra ballerina nel duplice ruolo di Odette e Odille ne Il lago dei cigni con le coreografie di Rudol'f Nureev; al termine della rappresentazione la direttrice artistica Aurélie Dupont ha annunciato la sua promozione a danseuse étoile della compagnia.
Con il balletto dell'Opéra di Parigi ha danzato molti dei maggiori ruoli femminili del repertorio classico e moderno, tra cui Effie ne La Sylphide, Lisa ne La fille mal gardée di Frederick Ashton, Licenio in Dafni e Cloe e quattro delle maggiori parti coreografate da Nureev: Odette/Odile ne Il lago dei cigni, Giulietta in Romeo e Giulietta, Kitri in Don Chisciotte e Clara ne Lo schiaccianoci. Inoltre ha danzato coreografie di Jerome Robbins, William Forsythe e Crystal Pite.